# Szenicsite
La szenicsite est une espèce minérale du groupe des molybdates de formule Cu3(MoO4)(OH)4.

## Inventeur et étymologie
La szenicsite a été décrite en 1997 par C. A. Francis, L. C. Pitman, et D. E. Lange; elle fut nommée ainsi en l'honneur de Marissa (1950- ) et Terry Szenics (1947- ), collectionneurs et vendeurs de minéraux qui découvrirent en 1994 les premiers spécimens étudiés.

## Topotype
- Jardinera No. 1 Mine, Inca de Oro, Province de Chañaral, Région d'Atacama, Chili[3]
- Les échantillons de référence sont déposés à l'Université Harvard de Cambridge dans le Massachusetts.

## Cristallographie
- Paramètres de la maille conventionnelle : a = 8,44 Å, b = 12,52 Å, c = 6,06 Å, Z = 4, V = 640,35 Å3
- Densité calculée = 4,279

## Gîtologie
La szenicsite est un rare minéral secondaire de la zone oxydée d'un gisement de cuivre-molybdène dans le granit.

### Minéraux associés
- powellite, chrysocolle, brochantite, lindgrenite, or, molybdénite, chalcopyrite, chalcocite, hématite, barite, quartz.

## Habitus
La szenicsite se trouve sous la forme de cristaux tabulaires selon {100}, allongés sur [001], courbés et pouvant atteindre 3 centimètres. Elle se trouve également en agrégats en forme de livres ou radiés.

## Gisements remarquables
La szenicsite est un minéral très rare n'ayant que deux occurrences dans le monde.
- Chili

Jardinera No. 1 Mine, Inca de Oro, Province de Chañaral, Région d'Atacama 
- États-Unis

Carlota Mine (Carlotta Mine; Carlota property; Carlota deposit; Cactus deposit; Brewery Mine; Brewery claims; Alexander Mine), Top of the World, Miami-Inspiration District, Globe-Miami District, Comté de Gila, Arizona

## Galerie

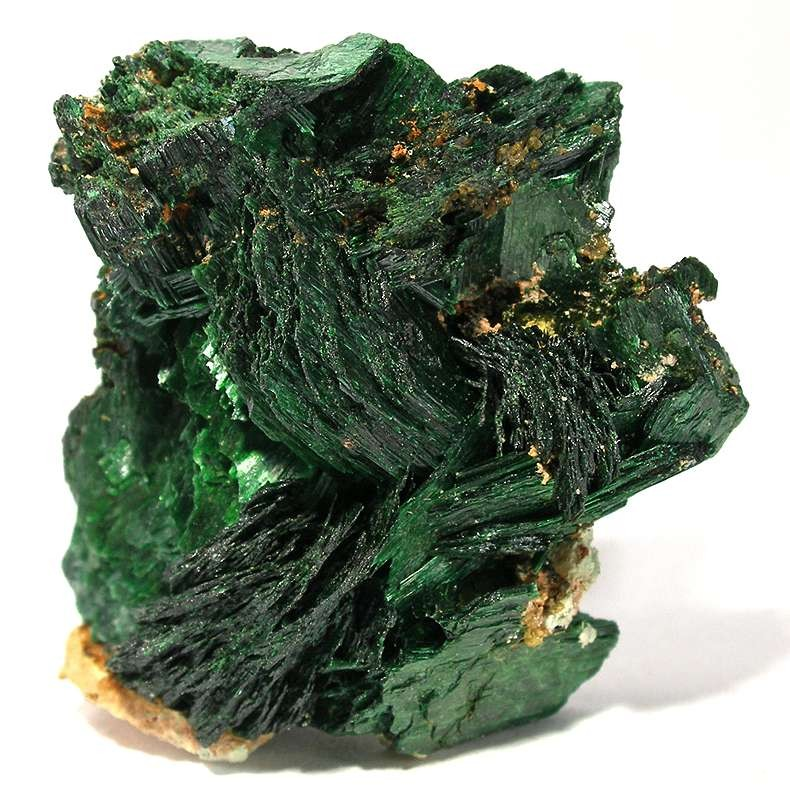
Chili, 4.0 x 3.9 x 2.2 cm.
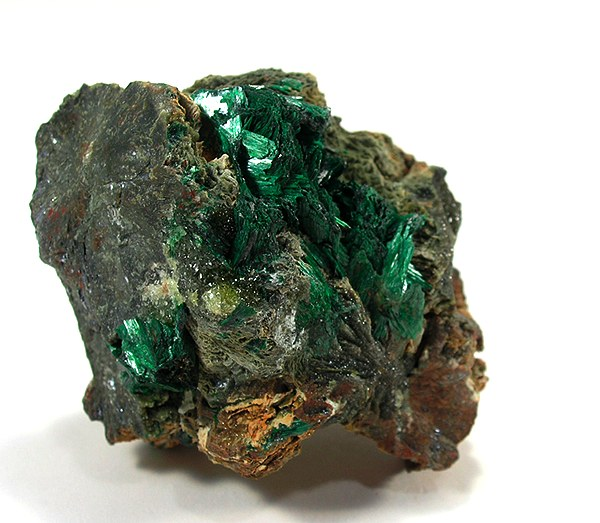
Chili, 5.8 x 4.4 x 3 cm
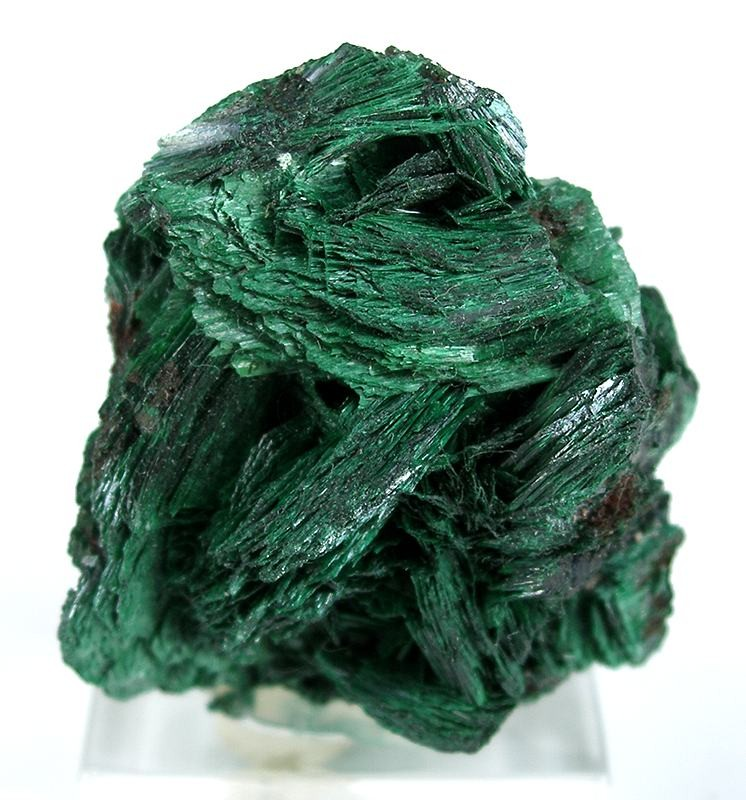
Chili, 3.5 x 3.1 x 1.7 cm.